# Rah Lan Chung
Rah Lan Chung (sinh ngày 4 tháng 8 năm 1971) là một chính trị gia Việt Nam, Phó Bí thư tỉnh ủy, Chủ tịch Hội đồng nhân dân tỉnh Gia Lai.
Ông Rah Lan Chung sinh ra trong một gia đình người dân tộc Gia Rai ở thị trấn Chư Prông, huyện Chư Prông, tỉnh Gia Lai.
Ông học đại học tại Học viện An ninh chuyên ngành điều tra tội phạm. Tốt nghiệp, ông làm sĩ quan công an tại tỉnh Gia Lai. Ông lần lượt trải qua các cương vị Phó trưởng Công an huyện, Phó Chủ tịch Thường trực Ủy ban nhân dân huyện, Phó Bí thư Thường trực Huyện ủy, Chủ tịch Hội đồng nhân dân huyện, Bí thư Huyện ủy Chư Păh; Phó trưởng ban, Trưởng ban Ban Nội chính Tỉnh ủy Gia Lai. Tháng 4 năm 2021, ông được bầu làm Phó Bí thư Tỉnh ủy tỉnh Gia Lai. Tháng 8 năm 2024, ông được bầu làm Chủ tịch Ủy ban nhân dân tỉnh Gia Lai.